# Armeria gaditana
Armeria gaditana é uma espécie de planta com flor pertencente à família Plumbaginaceae. 
A autoridade científica da espécie é Boiss., tendo sido publicada em Prodromus Systematis Naturalis Regni Vegetabilis [A. P. de Candolle] 12: 675. 1848.

## Portugal
Trata-se de uma espécie presente no território português, nomeadamente em Portugal Continental.
Em termos de naturalidade é endémica da Península Ibérica.

## Protecção
Não se encontra protegida por legislação portuguesa ou da Comunidade Europeia.